# Lista de navios construídos no Arsenal do Alfeite
Esta é uma lista de navios construídos no Arsenal do Alfeite, inclui todos os navios de superfície e submarinos construídos no estaleiro. A lista está organizada e ordenada pelo ano de construção da embarcação  .
| Nome               | Designação | Finalizado em |
| ------------------ | ---------- | ------------- |
| NRP Sam Brás       | ?          | 1941          |
| NRP Schultz Xavier | ?          | 1972          |
| NRP Águia          | ?          | 1975          |
| NRP Cisne          | ?          | 1975          |